# Buckhannon
Buckhannon és una població dels Estats Units a l'estat de Virgínia de l'Oest. Segons el cens del 2000 tenia 5.725 habitants.

## Demografia
Segons el cens del 2000, Buckhannon tenia 5.725 habitants, 2.159 habitatges, i 1.180 famílies. La densitat de població era de 894,9 habitants per km².
Dels 2.159 habitatges en un 22,6% hi vivien nens de menys de 18 anys, en un 41,1% hi vivien parelles casades, en un 10,9% dones solteres, i en un 45,3% no eren unitats familiars. En el 40% dels habitatges hi vivien persones soles el 19,1% de les quals corresponia a persones de 65 anys o més que vivien soles. El nombre mitjà de persones vivint en cada habitatge era de 2,08 i el nombre mitjà de persones que vivien en cada família era de 2,78.
Per edats la població es repartia de la següent manera: un 15,5% tenia menys de 18 anys, un 28,1% entre 18 i 24, un 19,2% entre 25 i 44, un 19,8% de 45 a 60 i un 17,4% 65 anys o més.
L'edat mediana era de 31 anys. Per cada 100 dones de 18 o més anys hi havia 78,4 homes.
La renda mediana per habitatge era de 23.421 $ i la renda mediana per família de 36.975 $. Els homes tenien una renda mediana de 30.691 $ mentre que les dones 18.041 $. La renda per capita de la població era de 12.959 $. Entorn del 15,8% de les famílies i el 24,8% de la població estaven per davall del llindar de pobresa.

## Poblacions més properes
El següent diagrama mostra les poblacions més properes.